# Monika Götz
Monika Götz (ur. 15 czerwca 1981 w Würzburgu) – niemiecka lekkoatletka specjalizująca się w skoku o tyczce.
Największym sukcesem zawodniczki było zdobycie złotego medalu podczas mistrzostw świata juniorów (Annecy 1998). 

## Rekordy życiowe
- skok o tyczce – 4,31 (1998)
- skok o tyczce (hala) – 4,20 (1998)